# بونویستا، ماریندوک
بونویستا، ماریندوک (به لاتین: Buenavista, Marinduque) یک منطقهٔ مسکونی در فیلیپین است که در ماریندوک واقع شده‌است.

## خصوصیات
بونویستا ۸۱٫۲۵ کیلومترمربع مساحت و ۲۳٬۱۱۱ نفر جمعیت دارد.